# Акусилох
Акусилох (др.-греч. Άκουσίλοχος) —  правитель II века до н. э., упомянутый в тексте мирного договора, заключенного по итогам Пергамо-понтийской войны (183—179 до н. э.). Возможно, царь Колхиды.
По свидетельству Полибия, имя Акусилоха было указано в тексте мирного договора, заключенного по итогам Пергамо-понтийской войны 183—179 годов до н. э. В ней понтийский царь Фарнак I потерпел поражение от коалиции малоазийских государств, возглавляемых пергамским царём Эвменом II, и был вынужден пойти на территориальные уступки своим противникам, а также выплату контрибуции.
В договоре Акусилох именуется одним из «азиатских владык». Исторические источники не сообщают, в какой стране он правил. По мнению советского учёного А. И. Немировского, Акусилох тождественен колхскому царю Аке, монеты с чьим именем были обнаружены на территории Грузии и Турции. Как отметил российский историк С. Ю. Сапрыкин, в таком случае Акусилох наряду с армянским царём Артаксием присоединились к договору, так как опасались Фарнака, который мог посягнуть на их независимость, и желали получить гарантии международной защиты от агрессии правителя Понта.